# Lautaro Pastrán
Lautaro Leonel Pastrán Tello (Mendoza, Argentina, 27 de junio de 2002) es un futbolista argentino-chileno que juega de delantero en Liga Deportiva Universitaria de la Serie A de Ecuador cedido por Belgrano de Córdoba de la Primera División de Argentina.

## Trayectoria
Nacido en Mendoza, jugó en las divisiones inferiores de Godoy Cruz hasta los 14 años, cuando quedó en las divisiones inferiores de Club Atlético River Plate tras una prueba hecha por el conjunto milllonario en Mendoza.
En febrero de 2021, fue anunciado como nuevo jugador de Everton de la Primera División chilena. Debutó profesionalmente el 5 de mayo de 2022 en un partido ante São Paulo Futebol Clube válido por la Copa Sudamericana. En julio de 2022, se anunció la firma de su primer contrato profesional con el conjunto ruletero.
En agosto de 2023, regresa a Argentina siendo traspasado a Belgrano de la Primera División de Argentina, con un contrato hasta diciembre de 2026.
El 12 de enero fue anunciado por Liga Deportiva Universitaria de la Primera División de Ecuador, con un contrato por una temporada a préstamo con opción de compra.

## Selección nacional
De abuela materna chilena, es elegible para las selecciones de Argentina y Chile. Tras un trámite de alrededor de 14 meses, en septiembre de 2022 se anunció su obtención de la nacionalidad chilena. En noviembre de 2022, fue nominado por el director técnico nacional Eduardo Berizzo a un microciclo de la selección sub-23.

## Estadísticas

### Clubes
| Club                                   | Div.          | Temporada     | Liga  | Liga  | Copas nacionales | Copas nacionales | Torneos internacionales | Torneos internacionales | Total | Total | Total  |
| Club                                   | Div.          | Temporada     | Part. | Goles | Part.            | Goles            | Part.                   | Goles                   | Part. | Goles | Asist. |
| -------------------------------------- | ------------- | ------------- | ----- | ----- | ---------------- | ---------------- | ----------------------- | ----------------------- | ----- | ----- | ------ |
| Everton · Chile                        | 1.ª           | 2022          | 13    | 1     | 2                | 0                | 2                       | 0                       | 17    | 1     | 0      |
| Everton · Chile                        | 1.ª           | 2023          | 17    | 5     | 1                | 0                | —                       | —                       | 17    | 5     | 2      |
| Belgrano Argentina                     | 1.ª           | 2023          | 11    | 0     | —                | —                | —                       | —                       | 11    | 0     | 0      |
| Belgrano Argentina                     | 1.ª           | 2024          | 5     | 0     | 1                | 0                | —                       | —                       | 6     | 0     | 0      |
| Belgrano Argentina                     | Total club    | Total club    | 16    | 0     | 1                | 0                | 0                       | 0                       | 17    | 0     | 0      |
| Everton · Chile                        | 1.ª           | 2024          | 13    | 3     | 1                | 0                | —                       | —                       | 14    | 3     | 3      |
| Everton · Chile                        | Total club    | Total club    | 43    | 9     | 4                | 0                | 2                       | 0                       | 49    | 9     | 5      |
| Liga Deportiva Universitaria · Ecuador | 1.ª           | 2025          | 22    | 0     | 2                | 0                | 4                       | 0                       | 28    | 0     | 0      |
| Liga Deportiva Universitaria · Ecuador | Total club    | Total club    | 22    | 0     | 2                | 0                | 4                       | 0                       | 28    | 0     | 0      |
| Total carrera                          | Total carrera | Total carrera | 81    | 9     | 7                | 0                | 6                       | 0                       | 94    | 9     | 5      |
| 1. 2. 3.                               |               |               |       |       |                  |                  |                         |                         |       |       |        |

## Palmarés

### Campeonatos nacionales
| Título               | Club                         | Año  |
| -------------------- | ---------------------------- | ---- |
| Supercopa de Ecuador | Liga Deportiva Universitaria | 2025 |